# Teresa Vandoni

Teresa Vandoni. Oljemålning av Carl Fredric von Breda.

Teresa Vandoni, var en italiensk operasångare. Hon var mellan 1795 och 1 juli 1810 aktris och sångerska vid Kungliga Operan i Stockholm. 
Vandoni kom till Sverige från Milano. Hon gifte sig troligen med köpmannen Vocreson från Saint-Barthélemy.

## Roller
| År   | Roll          | Produktion        | Regi | Teater                  |
| ---- | ------------- | ----------------- | ---- | ----------------------- |
| 1796 | En italienska | Karavanen         |      | Gustavianska operahuset |
| 1796 | Sophie        | Musikvurmen       |      | Arsenalsteatern         |
| 1799 | Iris          | Aeneas i Carthago |      | Gustavianska operahuset |